# العلاقات البالاوية السيشلية
العلاقات البالاوية السيشلية هي العلاقات الثنائية التي تجمع بين بالاو وسيشل.

## مقارنة بين البلدين
هذه مقارنة عامة ومرجعية للدولتين:
| وجه المقارنة                                              | بالاو                         | سيشل                                                |
| --------------------------------------------------------- | ----------------------------- | --------------------------------------------------- |
| المساحة (كم2)                                             | 465                           | 459                                                 |
| عدد السكان (نسمة)                                         | 21.73 ألف                     | 95.84 ألف                                           |
| الكثافة السكانية (ن./كم²)                                 | 4.67 ألف                      | 20.88 ألف                                           |
| العاصمة                                                   | نغيرولمود، كورور              | فيكتوريا                                            |
| اللغة الرسمية                                             | لغة إنجليزية، اللغة البالاوية | لغة فرنسية، لغة إنجليزية، اللغة الكريولية السيشيلية |
| العملة                                                    | دولار أمريكي                  | روبية سيشلية                                        |
| الناتج المحلي الإجمالي (بليون دولار)                      | 291.54 مليون                  | 1.49 مليار                                          |
| الناتج المحلي الإجمالي (تعادل القوة الشرائية) بليون دولار | 326.12 مليون                  | 2.54 مليار                                          |
| الناتج المحلي الإجمالي الاسمي للفرد دولار أمريكي          | 13.50 ألف                     | 15.48 ألف                                           |
| الناتج المحلي الإجمالي للفرد دولار أمريكي                 | 14.76 ألف                     | 26.42 ألف                                           |
| مؤشر التنمية البشرية                                      | 0.780                         | 0.772                                               |
| رمز المكالمات الدولي                                      | +680                          | +248                                                |
| رمز الإنترنت                                              | .pw                           | .sc                                                 |
| المنطقة الزمنية                                           | ت ع م+09:00                   | ت ع م+04:00                                         |

## منظمات دولية مشتركة
يشترك البلدان في عضوية مجموعة من المنظمات الدولية، منها:
| علم المنظمة | اسم المنظمة                                 | تاريخ انضمام بالاو | تاريخ انضمام سيشل |
| ----------- | ------------------------------------------- | ------------------ | ----------------- |
|             | مجموعة دول أفريقيا والكاريبي والمحيط الهادئ | ?                  | ?                 |
|             | الأمم المتحدة                               | 15 ديسمبر 1994     | 21 سبتمبر 1976    |
|             | البنك الدولي للإنشاء والتعمير               | 16 ديسمبر 1997     | 29 سبتمبر 1980    |
|             | منظمة حظر الأسلحة الكيميائية                | ?                  | 29 أبريل 1997     |
|             | مؤسسة التمويل الدولية                       | 16 ديسمبر 1997     | 11 يونيو 1981     |
|             | وكالة ضمان الاستثمار متعدد الأطراف          | 16 ديسمبر 1997     | 15 سبتمبر 1992    |
|             | تحالف الدول الجزرية الصغيرة                 | ?                  | ?                 |
|             | يونسكو                                      | 20 سبتمبر 1999     | 18 أكتوبر 1976    |